# Kurganez-25

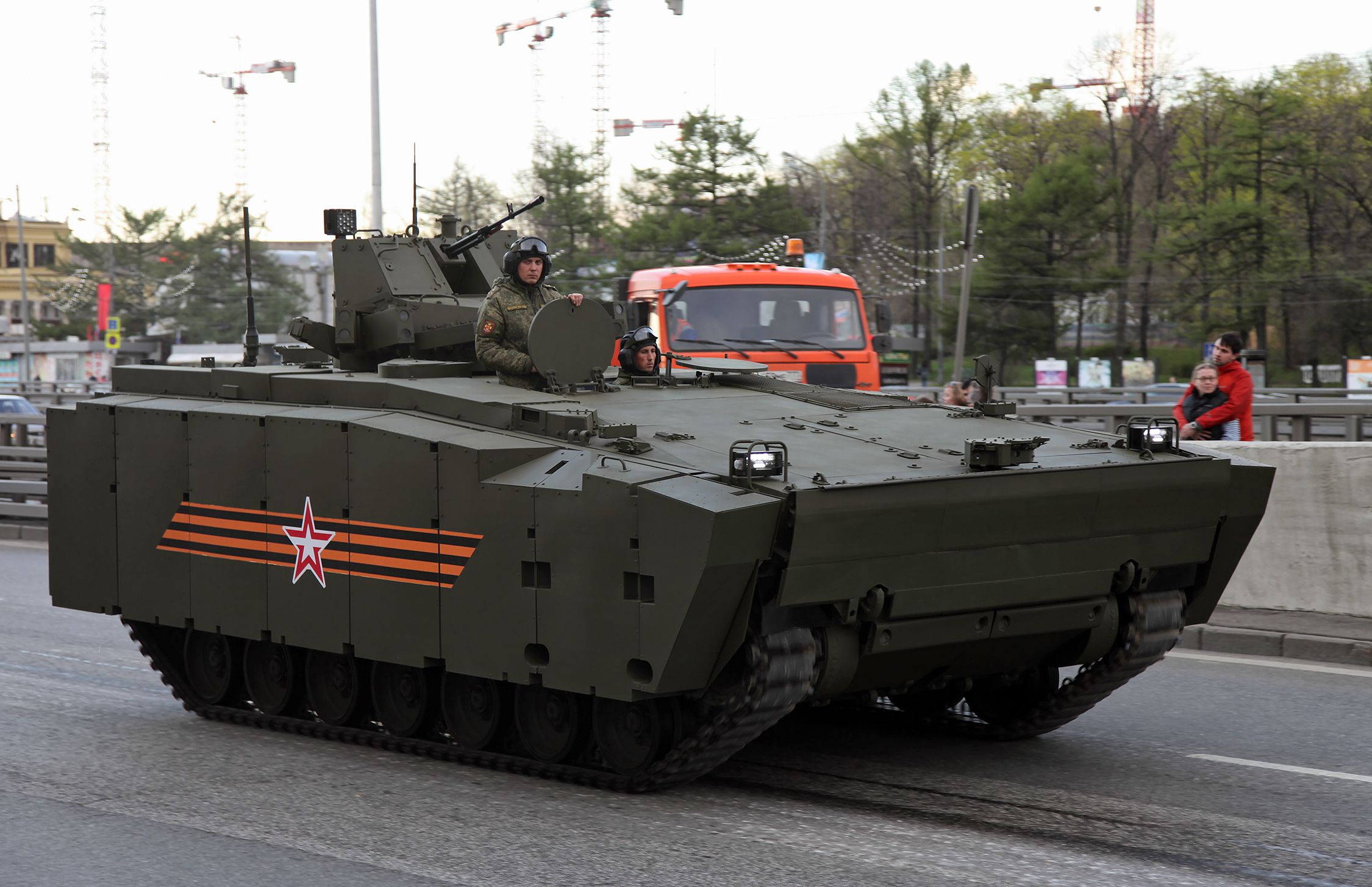
Variante Mannschaftstransportwagen Objekt 693

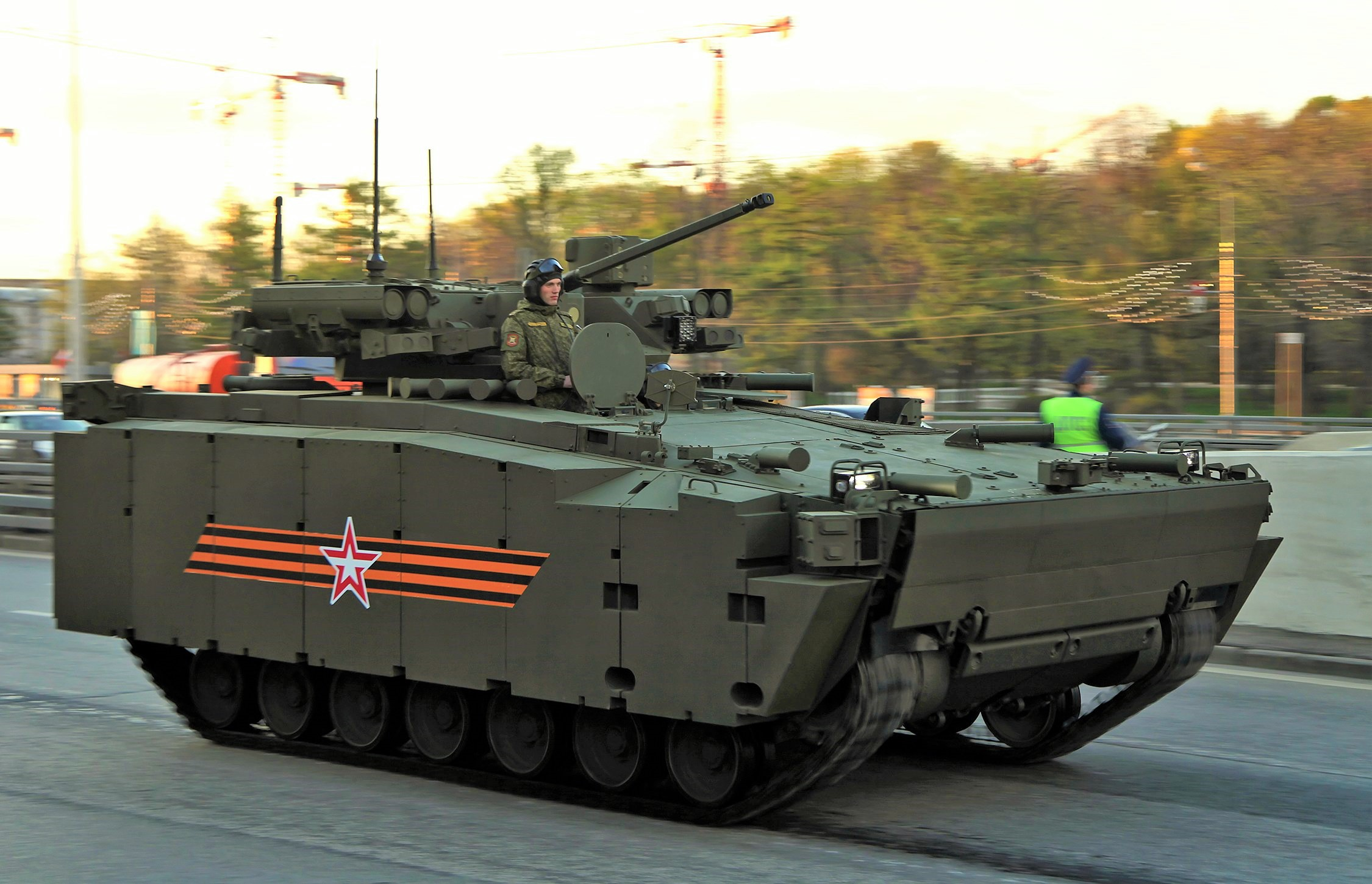
Variante Schützenpanzer Objekt 695

Kurganez-25 (russisch Курганец-25) ist die Bezeichnung eines geplanten russischen Schützenpanzers und Mannschaftstransportwagens.
Der Panzer soll bei Kurganmaschsawod in Kurgan produziert werden. Der Kurganez-25 soll die Schützenpanzer BMP-2, BMP-3 und die Luftlandepanzer BMD ablösen. Er wurde erstmals dem Fachpublikum auf der Militärausstellung Russia Arms Expo 2013 sowie öffentlich während der Siegesparade am 9. Mai 2015 in Moskau gezeigt.

## Beschaffung
Im Dezember 2018 vermeldete der stellvertretende russische Verteidigungsminister Juri Iwanowitsch Borissow, dass der Kurganez-25 und der Kampfpanzer T-14 bis auf weiteres nicht in Serie produziert werden. Gründe dazu nannte er nicht. Im Westen geht man von finanziellen Engpässen oder auch von elektronischen und mechatronischen Problemen in den hochkomplexen Projekten aus.